# テレンス・チョイ
テレンス・チョイ（小肥、Terence Siufay, 1976年6月13日 - ）は、香港・マカオの歌手、俳優である。本名は徐智勇 (Chui Chi Iong)。マカオ出身、祖籍（本貫）は広東開平。マカオの粤華中学在学中に鍾楚霖とC-Plusを結成。マカオ理工学院マルチメディア学部を卒業。2007年にゴールド・タイフーン・エンターテインメントと正式に契約を交わした。

## 音楽作品

### アルバム
- 2007年11月29日：『The First Album Of Siufay』（香港で発売）
- 『博一博』（香港ワーナー・ミュージックのリリース、マカオで発売）
- 『Dream』（マカオで発売）

### シングル
マカオ（C-Plus名義）
- 「毎一天」
- 「原地転」
- 「愛・豊収」
- 「水巷」
- 「譲座」
- 「離心力」
- 「Lonely Christmas」

香港
- 「有情有義」
- 「寵物」
- 「逼得寵物太緊』（呉雨霏とのデュエット）
- 「転性』（叱吒903）
- 「Sin City』（叱吒903）
- 「時光機』（香港ラジオテレビ）
- 「不平安夜」（叱吒903）
- 「書紙上的戒指」（傅穎とのデュエット）
- 「十二年没有冬天」

## 出演作品

### 映画
2008年
- 『愛‧闘大』 - 小肥 役
- 『親愛的』 - 小肥 役
- 『有隻僵屍暗恋你』
- 『絶代双嬌』（ゲスト出演）
- 『性工作者2 我不売身我売子宮』（ゲスト出演）

2009年
- 『玩大咗』 - 未上映
- 『愛出猫』 - 現在撮影中

### テレビ番組
2008年
- 「我是香港人」 - ロナウド 役